# GAM-1
GAM-1 (пол. Grupa Aparatów Matematycznych 1, Группа математических аппаратов-1) — польское вычислительное устройство, созданное в Государственном математическом институте Варшавы в 1950 году командой исследователей во главе с Здзиславом Павляком. Относится к компьютерам «нулевого поколения» (поль.). Руководителем проекта был Генрик Греневский.

## Использование
GAM-1 не занимался решением каких-либо практических задач, а служил преимущественно в образовательных целях. Размещался в трёх комнатах бывшего здания Варшавского научного общества в доме 8 по улице Снядецких. В одном из помещений проводились заседания, во втором были склад запасных частей и элементов, в третьем (самом большом) — лаборатория для трёх команд. Похожее программируемое устройство начало работу в 1959 году в Варшавской военно-технической академии имени Ярослава Добмровского.
Варшавские учёные в помещениях, отведённых для GAM, занимались также созданием новых вычислительных машин: Крыстын Бохенек разрабатывал компьютер ARAL (Анализатор линейных алгебраических уравнений), Леон Лукашевич — ARR (Анализатор дифференциальных уравнений), Ромуальд Марчынский — EMAL (Электронная автоматическая вычислительная машина). Подобные работы начались в 1952 году, и уже через год благодаря деятельности в лабораториях GAM Ромуальд Марчынский и Генрик Фурман создали ультразвуковое запоминающее устройство в виде стальной трубки со ртутью (ртутная память повлияла на дальнейшее создание новых польских компьютеров), а Лукашевич завершил свой анализатор ARR.

## Данные
- Двоичная система счисления
- Двузначное машинное слово
- Память на перфокартах
- Скорость: 1 операция в секунду
- Действия: добавление, дополнение, сравнение, выбор
- Технология: реле